# حزان
حزان (به عربی: حزان) یک روستا در سوریه است که در ناحیه مرکزی معره‌النعمان واقع شده‌است. حزان ۳۶۸ نفر جمعیت دارد.